# Wendische Krone
Die Wendische Krone wurde im 19. Jahrhundert zum identitätsstiftenden historischen Symbol des Großherzogtums Mecklenburg und seiner Teilstaaten Mecklenburg-Schwerin und Mecklenburg-Strelitz. Es entstand aus der Deutung eines Kronenhalsrings, der weder wendisch noch eine Krone war, und ist ein Beispiel für erfundene Tradition.

## Ursprung

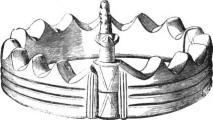
Wendische Krone, 1849 gefunden bei Lübtheen, Abbildung von 1899

Unter dem Namen Wendische Krone verstand man ursprünglich ein Schmuckstück, von dem in der ersten Hälfte des 19. Jahrhunderts einige Exemplare in Mecklenburg gefunden wurden. Es handelt sich dabei um einen Reif von ungefähr 13 Zentimetern (5 1/2 Zoll hamburger Maaß) Durchmesser, der oben in Zacken abschließt. Etwa ein Viertel des Ringes ist zum Öffnen bestimmt und besteht aus zwei Teilen, die auf der einen Seite durch einen Scharnierstift zusammengehalten werden, während auf der anderen der Verschluss durch einen kleinen Zapfen hergestellt wird, der in ein gegenüberliegendes Loch passt. Der Scharnierstift schließt oben in einem stumpfen Stachel, der sich aus einer Rosette erhebt, ab. Der erste Reif wurde 1823 auf dem Hof von Langen Trechow (heute Ortsteil von Bernitt) bei Bützow beim Ausschachten für den Neubau einer Scheune tief in der Erde gefunden und zeichnet sich durch eine tiefgrüne, glänzende Patina aus. Das zweite Exemplar fand sich 1843 bei Admannshagen bei Doberan; es lag in einer Urne in einem niedrigen Grabhügel. Der Reif war bei der Auffindung zerbrochen und verbogen. Er bestand (mit Ausnahme des Scharnierstifts) nicht aus Bronze, sondern aus Kupfer. Der dritte Reif wurde 1849 bei Lübtheen gefunden und unterscheidet sich von den anderen durch seine beträchtliche Größe (7 Zoll Durchmesser = 16,7 Zentimeter) und die Herstellung im Hohlguss. Ein viertes Exemplar, das Lisch in der Schweriner großherzoglichen Sammlung fand und Schweriner Krone nannte, ist unbekannter Herkunft und von abweichender Form, indem es nur flache Erhebungen anstatt der Zacken und der Scharnierspitze hat.
Als der erste dieser Ringe gefunden wurde, gab man ihm den Namen „Wendische Krone“. Das entsprach der damals in Mecklenburg vorherrschenden archäologischen Anschauung und einer bis auf Albert Krantz’ Wandalia zurückreichenden Tradition, die fast die gesamte prähistorische Hinterlassenschaft im Lande dem Volk der Wenden zuschrieb. Es entstand eine Diskussion, in der u. a. Georg Christian Friedrich Lisch den germanischen Ursprung der Ringe erkannte, sie aber in die frühe Bronzezeit datierte. Robert Beltz datierte sie 1899 in die La-Tène-Zeit, um 300 vor Christi Geburt. Er wies zugleich darauf hin, dass man der Wendischen Krone nicht nur den Titel wendisch nehmen müsste, sondern zugleich den Namen Krone in Frage stellen sollte. Er verglich sie mit Ringen, die an ihrer oberen Seite mit flacheren oder stärkeren Erhöhungen versehen sind, ursprünglich aus Bronzeblech gebogen, später in immer stärkeren Exemplaren gegossen wurden. Diese Ringe seien alle zum Öffnen eingerichtet und sichtlich keine Kronen, sondern Halsringe gewesen. Adolf Hollnagel katalogisierte die Fundstücke folgerichtig als "Scharnierhalsringe".

## Verwendung

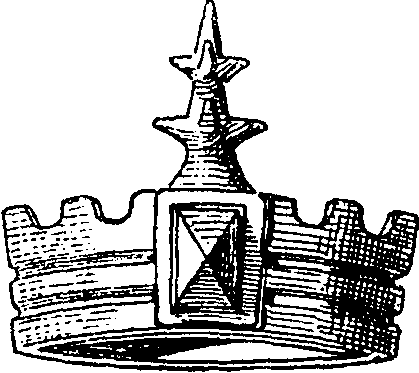
Zeichnung der Wendischen Krone bei Hugo Gerard Ströhl: Heraldischer Atlas 1899

Die Diskussion und Klärung in archäologischen Fachkreisen hielt aber nicht davon ab, dass die Wendische Krone in der zweiten Hälfte des 19. Jahrhunderts zu einer Art nationalem Symbol für Mecklenburg aufstieg. Sie wurde heraldisch stilisiert als grün emaillierter, mit einem Smaragd verzierter Reif mit einem turmartigen Aufbau in der Mitte und galt fortan als uraltes Symbol der ehemals das Gebiet des heutigen Mecklenburg beherrschenden Obotritenherzöge.

### Hausorden und Wappen
Hauptartikel: Hausorden der Wendischen Krone
Der Großherzogliche Hausorden der Wendischen Krone wurde am 12. Mai 1864 durch die beiden Großherzöge von Mecklenburg, Friedrich Franz II. und Friedrich Wilhelm (II.), gestiftet zur „ehrenden Bezeugung Allerhöchster vorzugsweiser Anerkennung und Achtung und zur Auszeichnung besonderer Verdienste“. Der Orden wurde mitunter auch abgekürzt als Wendische Krone bezeichnet; sein Ordensschild enthält in der Mitte die Wendische Krone, beim Großkreuz mit der Krone in Erz in Erz, bei allen übrigen Klassen in Gold. Eine größere Nachbildung der Wendischen Krone befand sich am unteren Mittelpunkt der Ordenskette.
Von 1884 bis 1918 war sie als Helmkrone auf dem mittleren Wappenhelm auch Teil des Staatswappens von Mecklenburg-Schwerin.

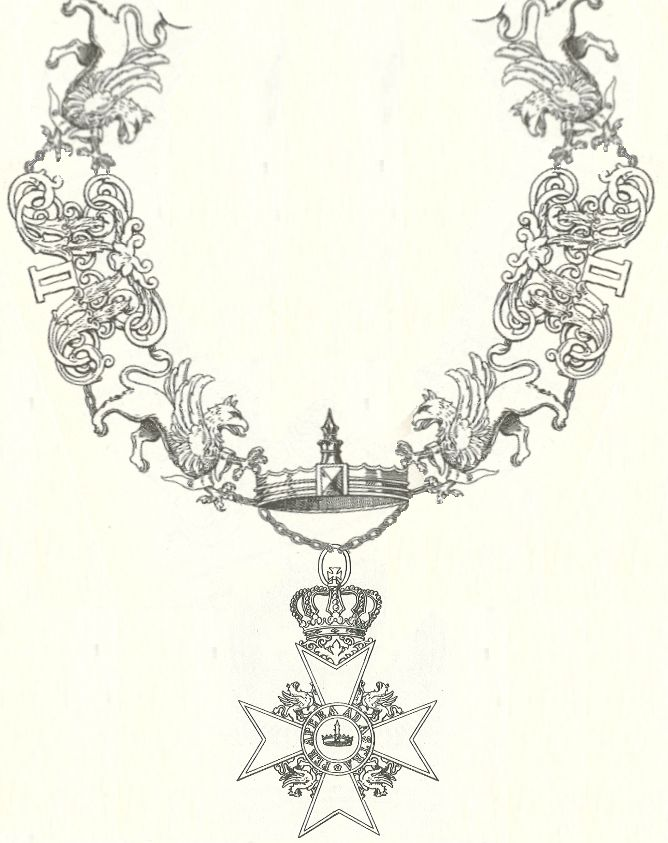
Hausorden der Wendischen Krone, Kette Mecklenburg-Schwerin
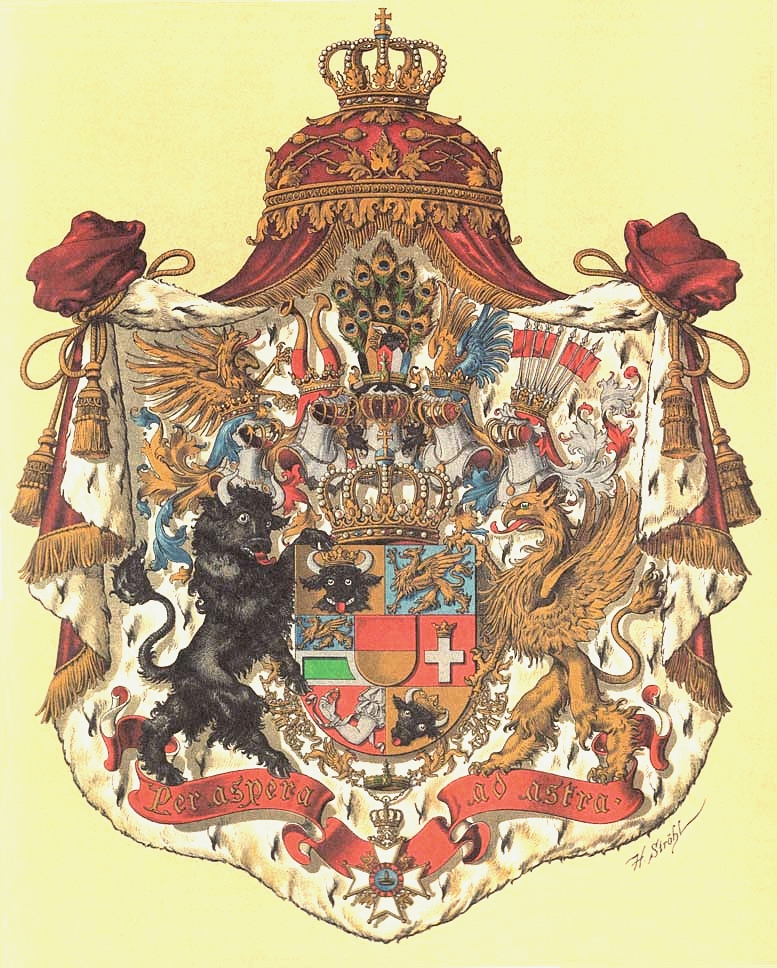
Wappen von Mecklenburg-Schwerin mit der Wendischen Krone auf dem mittleren Wappenhelm

### Denkmäler

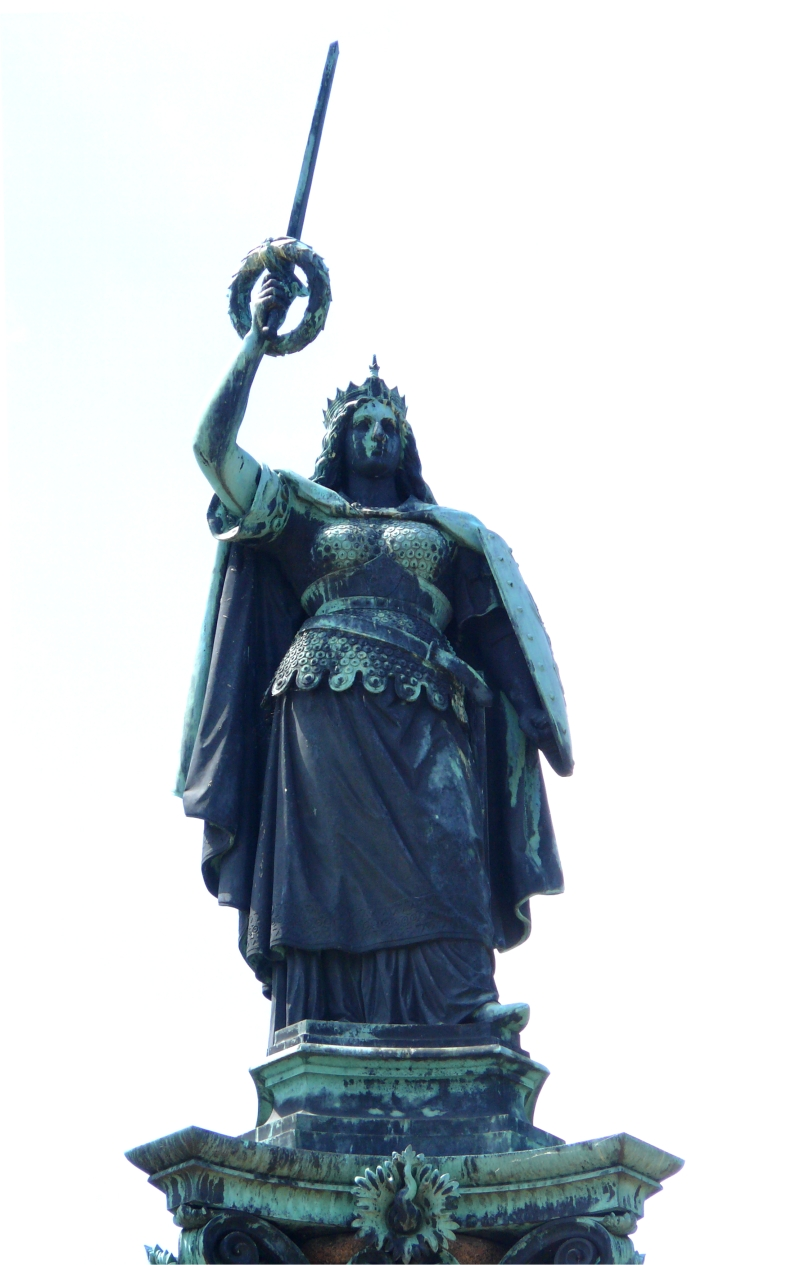
Megalopolis der Siegessäule mit der Wendischen Krone

Auch Denkmäler im Lande wurden mit der Wendischen Krone geschmückt. An hervorragender Stelle findet sie sich etwa auf dem Kopf der Megalopolis auf der Siegessäule am Alten Garten in Schwerin.

### Literarisches
In Literatur und Drama wurde die Wendische Krone ebenfalls als Identifikator für Mecklenburg genutzt. Jean Bernard Muschi veröffentlichte 1891 Die Wendische Krone als Vaterländisches Schauspiel in fünf Akten. und Helene von Krause beschrieb 1912 Unter der wendischen Krone: Wanderungen durch Mecklenburg.